# Broga
Broga è una cittadina situata al confine tra lo stato di Selangor e quello di Negeri Sembilan, in Malaysia. Si trova a 50 km da Kuala Lumpur ed, approssimativamente, a 33 km da Seremban, capitale del Negeri Sembilan.

## Storia ed etimologia
Il nome della cittadina deriva da quello del fiume Broga, che scorre nell'area. Si pensa che il nome dello stesso derivi da Buragas, una creatura leggendaria che risiede nella foresta.
Broga è stata nominata nel libro di Freddie Spencer Chapman The Jungle is Neutral, nel quale è il luogo dove i ribelli inglesi combattono contro i giapponesi durante la seconda guerra mondiale.

## Amministrazione
La situazione amministrativa di Broga è particolare, in quanto la cittadina si trova al confine tra i due stati di Selangor e di Negeri Sembilan. Per quanto riguarda l'area della città posta nel Selangor, essa viene amministrata da sottodistretto di Semenyih, incluso nel distretto maggiore di Huli Langat. L'area nel Negeri Sembilan, invece, è amministrata da sottodistretto di Lenggeng, parte del distretto di Seremban. Nell'area del Selangor sono posti lo stadio di calcio e la Clinica Medica Governativa, mentre l'area del Negeri Sembilan presenta la stazione di polizia cittadina.

## Società

### Evoluzione demografica
La maggior parte dei residenti di Broga sono di origini cinesi, sebbene ci sia una significativa minoranza di etnia Orang Asli, le cui case sono localizzate appena fuori dalla periferia cittadina.

### Religione
I cinesi sono generalmente buddhisti, cristiani o taoisti, mentre la popolazione Orang Asli è per lo più cristiana. Nella cittadina di Broga sono situati una chiesa cristiana ed un tempio cinese.

## Geografia fisica
Broga, costruita al confine con la cantena montuosa Titiwangsa, è circondata da colline piene della vegetazione lussureggiante tipica della foresta pluviale tropicale.

## Economia
Broga sopravvive principalmente grazie all'agricoltura, della quale la coltura principale è la gomma estratta dagli alberi. Solo ultimamente, in tutta l'area del Selangor e del Negeri Sembilan la gomma è stata soppiantata dalla coltura di olio di palma, tuttavia Broga ha preferito conservare la coltura originaria del luogo.

### Inceneritore di Broga
Nel 2001, il governo federale della Malaysia propose di costruire, nell'area tra Broga e Semenyih, un inceneritore del costo di 1,5 miliardi di ringgit. Al tempo, esso sarebbe stato il più grande impianto inceneritore di tutta l'Asia, ed il suo obiettivo principale sarebbe stato quello di ridurre la dipendenza di Kuala Lumpur dalle discariche come unico mezzo di smaltimento di rifiuti. All'inizio del 2005, tuttavia, fu emanata un'ingiunzione temporanea che mise in pausa il progetto, in risposta ad una causa intentata nel 2003 dai residenti delle due cittadine coinvolte. Da allora, la corte ha deciso che il progetto sarebbe stato annullato, sebbene lo stesso governo federale dichiarò che il progetto era stato cancellato a causa dei costi eccessivi.

## Cultura

### Istruzione
Broga presenta solamente una scuola elementare pubblica di tipo cinese; per proseguire l'istruzione secondaria, i ragazzi devono spostarsi a Lenggeng, dove si trova la scuola superiore pubblica Datuk Kelana. Tra Broga e Semenyih, nel Selangor, è stato fondato anche il campus malese dell'Università di Nottingham.

## Infrastrutture e trasporti

### Mobilità urbana
Prima del 2002, un servizio regolare di autobus operato dalla compagnia Foh Hup Omnibus forniva viaggi da Broga a Seremban e viceversa. Attualmente, esistono autobus locali che traghettano i residenti fino alla vicina stazione centrale di Semenyih.